# کنیچ
کنیچ (به صربی: Knić) یک شهرستان در صربستان است که در ناحیه شومادئیا واقع شده‌است. کنیچ ۳۲۰ متر بالاتر از سطح دریا واقع شده‌است.